# Bagges sedeltryckeri

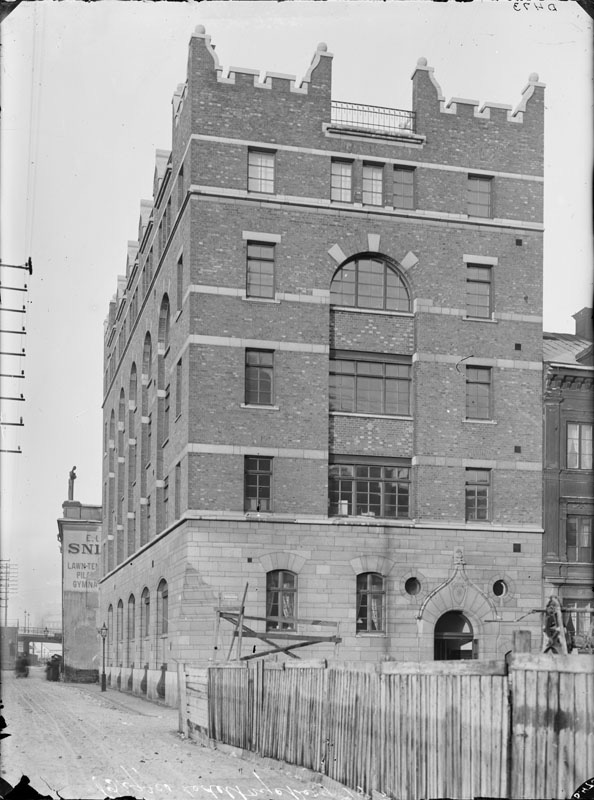
Sedeltryckeriet vid Bryggargatan 18 sett från Östra Järnvägsgatan

Bagges sedeltryckeri, (från 1893 AB Jacob Bagges Sedeltryckeri), var ett tryckeri verksamt i Stockholm 1855–1932, specialiserat på sedlar, frimärken och obligationer.

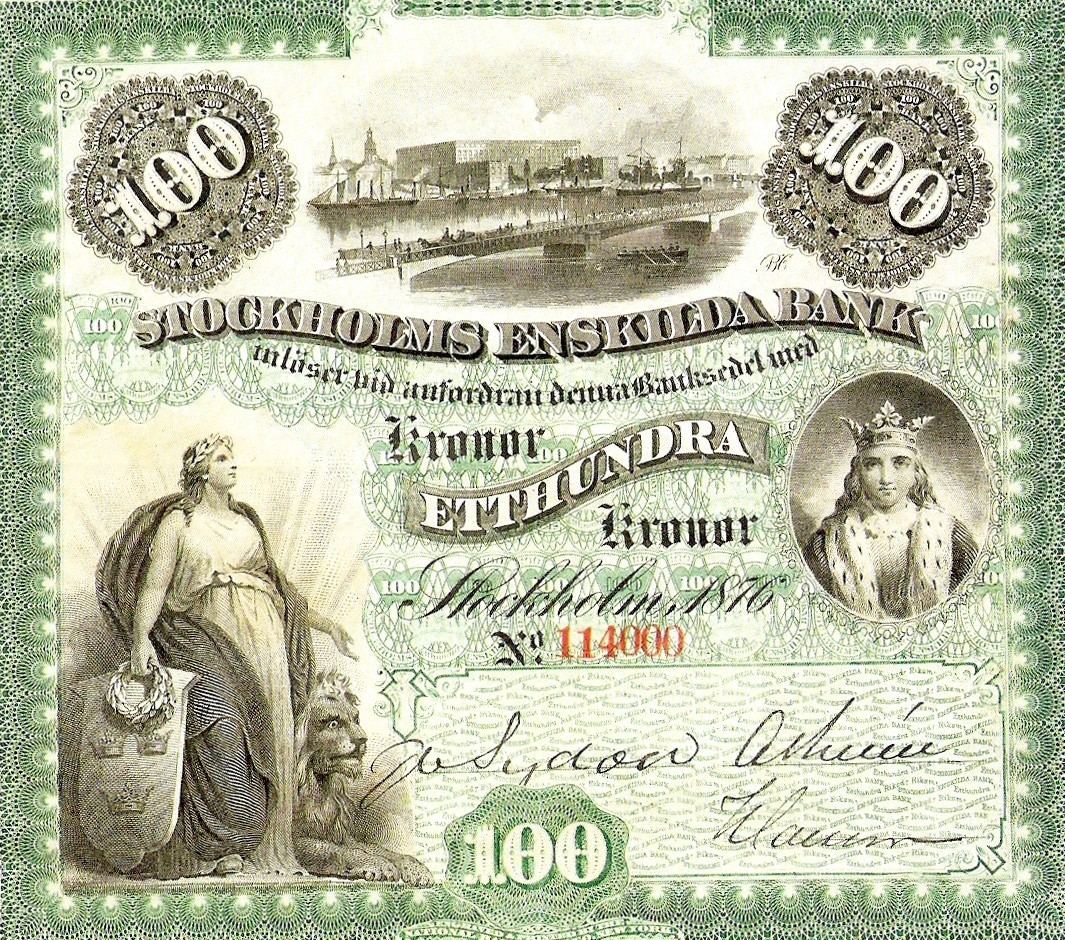
Privatbanksedel från 1876. Utgiven av Stockholms enskilda bank

Jonas Bagge hade verkat som förvaltare på Riksbankens Tumba pappersbruk där han lyckats utexperimentera tillverkningen av de första moderna svenska sedlarna på färgade papper. Tidigare hade de tryckts på enfärgat vitt papper. Vid sidan av sin tjänstebefattning startade han även ett eget tryckeri. Han efterträddes av äldste sonen Per som var chef för båda tryckerierna 1869–1872. Efter Per Bagges död 1872 drevs tryckeriet vidare av hans yngre bror Jacob Bagge.
Då han dog 1893 såldes det av stärbhuset till det nybildade AB Jacob Bagges Sedeltryckeri där namnet till trots ingen Bagge ingick. Detta övertogs 1913 av Sveriges Litografiska Tryckerier (sedermera Esselte). Axel Lagrelius var bolagets verkställande direktör från 1919 fram till dess det avvecklades.
Första tryckeriet låg på Repslagargatan 8. Man köpte senare Skeppsbron 40 och flyttade verksamheten dit.
1899 lät man resa ett nytt tryckeri på Bryggargatan 18 i kvarteret Pilen (nuvarande kvarteret Kortbyrån). Den krenelerade tegelborgen i fem våningar ritades av arkitekten Ernst Stenhammar. Byggnaden fick tillsammans med sina grannar lämna plats för Vasahuset på 1950-talet.
Man tryckte Riksbankens sedlar med "Moder Svea" (formgivna av Julius Kronberg) , aktiebrev, obligationer, och postens blanketter.   Under 1800-talets andra hälft gav de privata enskilda bankerna ut egna sedlar, och många av dessa trycktes på tryckeriet Mellan 1872 och 1919 levererade man också frimärken för Postverket.